# Quthing
Quthing   este un oraș  în  partea de sud-vest a  statului Lesotho. Este reședința districtului  Quthing.